# International Professional Hockey League
International Professional Hockey League, IPHL, var en nordamerikansk professionell ishockeyliga verksam åren 1904–1907.

## Historia
IPHL grundades 1904 på initiativ av Jack "Doc" Gibson, en tandläkare från Ontario som slagit sig ner i Houghton, Michigan, och som spelade för den lokala klubben Portage Lakes Hockey Club. Ligan bestod av fem lag; förutom Portage Lakes Hockey Club även Calumet-Laurium Miners och Michigan Soo Indians från Michigan, Pittsburgh Professionals från Pennsylvania samt Canadian Soo från Ontario. IPHL var den första helprofessionella ishockeyligan i Nordamerika.
Trots att IPHL blev kortvarig i sin existens och lades ner redan efter tre säsonger gav den en indikation på att det gick att bedriva en ishockeyliga som professionell verksamhet. Många av de spelare som inledde sina professionella karriärer i IPHL gick senare vidare till andra proffsligor som NHA, PCHA och senare även NHL. Bland de spelare som representerade klubbar i IPHL fanns berömdheter som Newsy Lalonde, Didier Pitre, Jack Laviolette, Cyclone Taylor, Joe Hall, Hughie Lehman, Tommy Smith, Marty Walsh samt bröderna Hod och Bruce Stuart.
| ”                                     | [...] ligan var en fantastisk grund för testning och träning, och jag blev en långt bättre spelare av mina erfarenheter därifrån. Det var bra allmänbildande ishockey, men robust nog för att lära en ung spelare att ta hand om sig själv. . . . Efter den ligan visste jag att jag kunde hantera vem som helst och var som helst. Det var en fantastisk mognadsprocess. | „ |
| – Frederick "Cyclone" Taylor om IPHL. | |   |

### Lagen

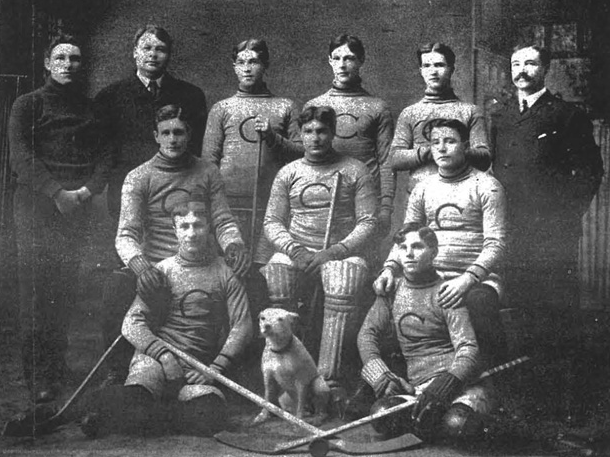
Främre raden, från vänster: Fred Strike, Ken Mallen. Mellanraden, från vänster: Dr. Bob Scott, Billy Nicholson, Jimmy Gardner.
Övre raden, från vänster: Joe Ziehr, Charles Thompson, Reddy McMillan, Hod Stuart, Clarence "Lal" Earls, Johnson Vivian.

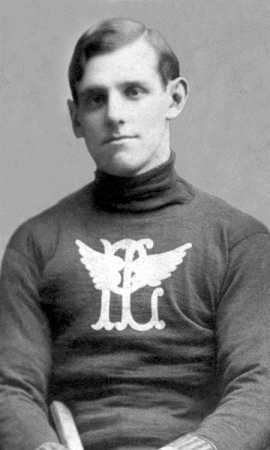
Lorne Campbell i Portage Lakes Hockey Clubs tröja.

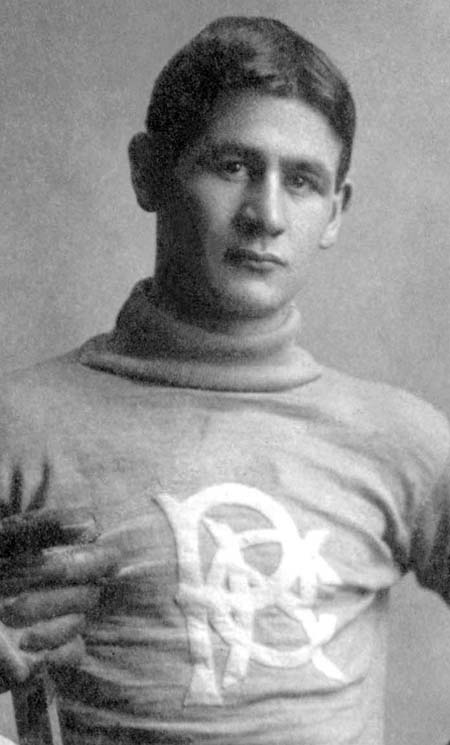
Billy Baird med Pittsburgh Professionals säsongen 1905–06.

- Calumet-Laurium Miners från Calumet och Laurium, Michigan
- Canadian Soo från Sault Ste. Marie, Ontario
- Michigan Soo Indians från Sault Ste. Marie, Michigan
- Pittsburgh Professionals från Pittsburgh, Pennsylvania
- Portage Lakes Hockey Club från Houghton, Michigan

## Säsong för säsong
M = Matcher, V = Vinster, F = Förluster, O = Oavgjorda, GM = Gjorda mål, IM = Insläppta mål, P = Poäng

### 1904–05
| Lag                      | M  | V  | F  | O | GM  | IM  | P  |
| ------------------------ | -- | -- | -- | - | --- | --- | -- |
| Calumet-Laurium Miners   | 24 | 18 | 5  | 1 | 131 | 75  | 37 |
| Houghton-Portage Lakes   | 24 | 15 | 7  | 2 | 98  | 81  | 32 |
| Michigan Soo Indians     | 24 | 10 | 13 | 1 | 81  | 79  | 21 |
| Pittsburgh Professionals | 24 | 8  | 15 | 1 | 82  | 114 | 17 |
| Canadian Soo             | 24 | 6  | 17 | 1 | 97  | 140 | 13 |

### 1905–06
| Lag                      | M  | V  | F  | O | GM  | IM  | P  |
| ------------------------ | -- | -- | -- | - | --- | --- | -- |
| Houghton-Portage Lakes   | 24 | 19 | 5  | 0 | 105 | 70  | 38 |
| Michigan Soo Indians     | 24 | 18 | 6  | 0 | 126 | 57  | 36 |
| Pittsburgh Professionals | 24 | 15 | 9  | 0 | 121 | 84  | 30 |
| Calumet Miners           | 24 | 7  | 17 | 0 | 48  | 108 | 14 |
| Canadian Soo             | 24 | 1  | 23 | 0 | 56  | 137 | 2  |

### 1906–07
| Lag                      | M  | V  | F  | O | GM  | IM  | P  |
| ------------------------ | -- | -- | -- | - | --- | --- | -- |
| Houghton-Portage Lakes   | 24 | 16 | 8  | 0 | 102 | 102 | 32 |
| Canadian Soo             | 24 | 13 | 11 | 0 | 124 | 123 | 26 |
| Pittsburgh Professionals | 25 | 12 | 12 | 1 | 94  | 82  | 25 |
| Michigan Soo Indians     | 24 | 11 | 13 | 0 | 103 | 88  | 22 |
| Calumet Wanderers        | 25 | 8  | 26 | 1 | 96  | 124 | 17 |

Tabeller från hockeyleaguehistory.com